# Kent Andersson
Kent Andersson   (Landvetter, 1 d'agost de 1942 - Landvetter, 30 d'agost de 2006) fou un pilot de motociclisme suec que va guanyar dos campionats del món de 125cc consecutius (1973 i 1974) com a membre de l'equip de fàbrica de Yamaha. A data de 2024 seguia sent l'únic campió del món de velocitat suec.

## Trajectòria esportiva

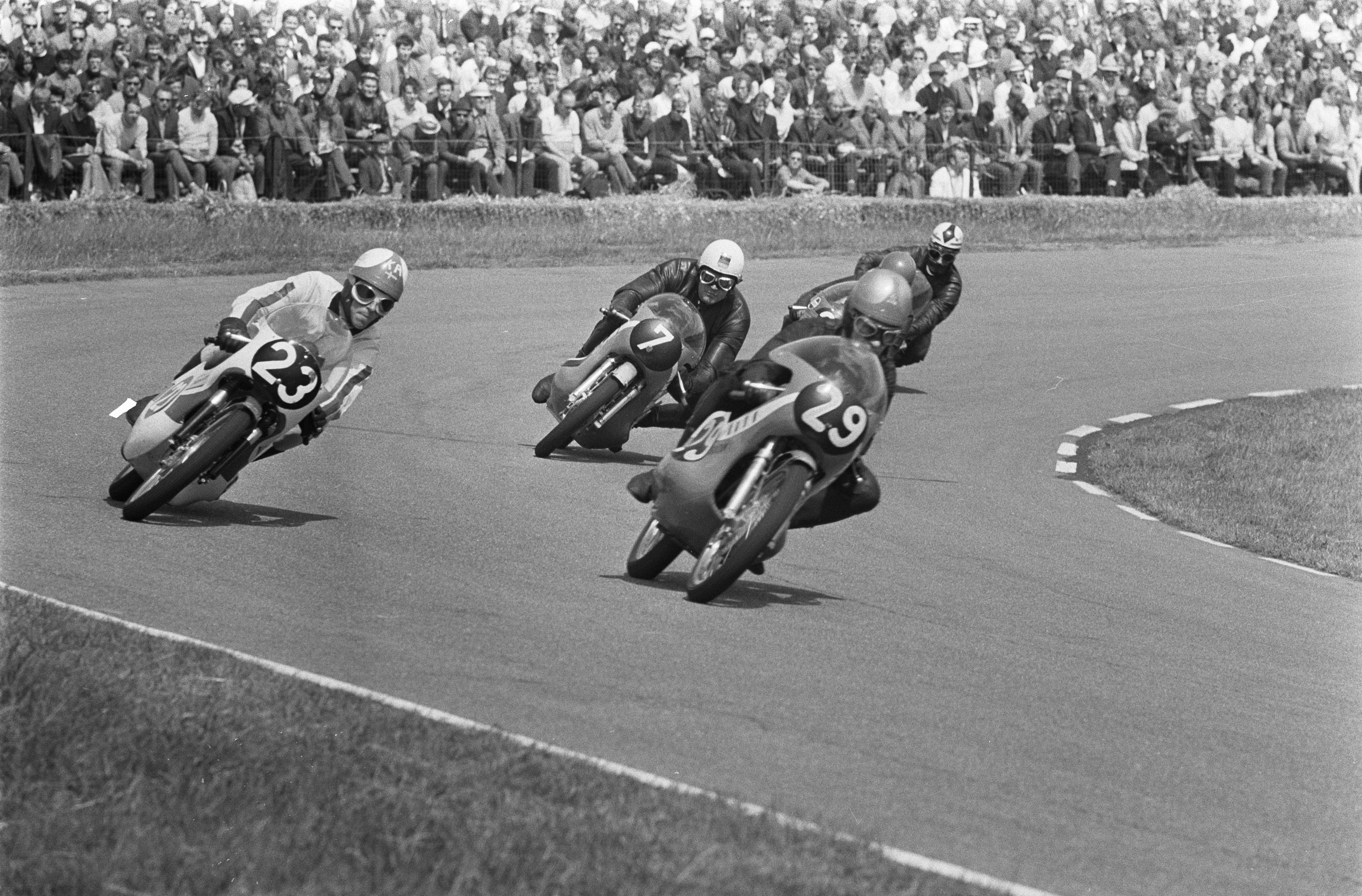
Andersson (23) durant el Dutch TT d'Assen de 1973

Nascut a Landvetter, Västra Götaland, Andersson va disputar les seves primeres curses de campionats nacionals a 19 anys a Suècia i Dinamarca amb una Monark de 250cc. Més tard, durant la temporada de 1962, va pilotar una Bultaco de 250cc. Després de guanyar el campionat de Suècia de 250cc el 1965, Andersson va debutar al campionat del món amb motos Husqvarna que ell mateix preparava. Més tard es va comprar una Yamaha 250cc de sèrie i va començar a obtenir-hi bons resultats. El 1969 va ser subcampió del món de 250cc després d'haver lluitat tota la temporada amb Santiago Herrero i el campió final, Kel Carruthers. Aquests impressionants resultats li van fer guanyar un lloc a l'equip de fàbrica de Yamaha com a company d'equip de Rodney Gould per a la temporada de 1970 al mundial de 250cc, on va acabar tercer.
Yamaha va triar Andersson perquè ajudés a desenvolupar durant la temporada de 1971 la seva nova moto de competició de 125cc, la TA125. El 1972 fou subcampió del món de la categoria amb el nou prototip refrigerat per aigua, la YZ623C, i el 1973 va obtenir el seu primer títol de campió del món. El 1974 va revalidar el títol després de guanyar cinc Grans Premis i obtenir dos segons llocs.
Andersson es va retirar de la competició després de ser tercer la temporada de 1975 i llavors va passar a ocupar un càrrec al departament de desenvolupament de Yamaha Europa. Entre altres projectes, va participar amb un paper important en el desenvolupament de la nova tricilíndrica de 350cc amb què Takazumi Katayama va guanyar el campionat del món de 1977.
Andersson va continuar competint a Suècia ja de gran com a amateur, per diversió, i ho va fer tan bé que va guanyar el campionat nacional de Supermoto el 1995, a 53 anys. També va ser un membre reeixit de l'equip holandès de Ferry Brouwer Yamaha Classic Racing Team. Va participar sovint en curses d'exhibició de motos clàssiques arreu d'Europa i de vegades va exercir com a expert comentarista de curses per al canal Eurosport suec.

## Resultats al Mundial de motociclisme
Barem de puntuació de 1969 a 1987:
| Posició | 1  | 2  | 3  | 4 | 5 | 6 | 7 | 8 | 9 | 10 |
| Punts   | 15 | 12 | 10 | 8 | 6 | 5 | 4 | 3 | 2 | 1  |

(Ids. Grans Premis | Llegenda) (Curses en negreta indiquen pole; curses en  itàlica indiquen volta ràpida)
| Any  | Categoria | Equip     | 1     | 2     | 3     | 4     | 5     | 6     | 7     | 8     | 9     | 10     | 11    | 12    | 13    | Punts | Posició | Victòries |
| ---- | --------- | --------- | ----- | ----- | ----- | ----- | ----- | ----- | ----- | ----- | ----- | ------ | ----- | ----- | ----- | ----- | ------- | --------- |
| 1966 | 250cc     | Husqvarna | ESP 5 | GER - | FRA - | NED - | BEL - | DDR - | CZE - | FIN 6 | ULS - | IOM -  | NAT - | JPN 6 |       | 4     | 20è     | 0         |
| 1966 | 350cc     | Husqvarna |       | GER - | FRA - | NED - |       | DDR - | CZE - | FIN - | ULS - | IOM -  | NAT - | JPN 6 |       | 1     | 25è     | 0         |
| 1968 | 125cc     | MZ        | GER 5 | ESP - | IOM - | NED - |       | DDR - | CZE - | FIN - | ULS - | NAT -  |       |       |       | 2     | 17è     | 0         |
| 1968 | 250cc     | Yamaha    | GER 3 | ESP - | IOM - | NED - | BEL 6 | DDR - | CZE - | FIN - | ULS 6 | NAT -  |       |       |       | 6     | 8è      | 0         |
| 1969 | 125cc     | Maico     | ESP 2 | GER - | FRA - | IOM - | NED 2 | BEL 4 | DDR 7 | CZE - | FIN - |        | NAT - | YUG - |       | 36    | 4t      | 0         |
| 1969 | 250cc     | Yamaha    | ESP 2 | GER 1 | FRA 3 | IOM - | NED 7 | BEL 4 | DDR 4 | CZE 7 | FIN 1 | ULS 2  | NAT 3 | YUG 3 |       | 84    | 2n      | 2         |
| 1970 | 250cc     | Yamaha    | GER - | FRA - | YUG 2 | IOM - | NED - | BEL 5 | DDR 3 | CZE 2 | FIN 2 | ULS -  | NAT - | ESP 1 |       | 67    | 3r      | 1         |
| 1970 | 350cc     | Yamaha    | GER - |       | YUG - | IOM - | NED 5 |       | DDR 5 | CZE 3 | FIN 2 | ULS -  | NAT - | ESP 3 |       | 44    | 4t      | 0         |
| 1971 | 125cc     | Yamaha    | AUT - | GER 3 | IOM - | NED - | BEL - | DDR - | CZE - | SWE 3 | FIN - |        | NAT 7 | ESP 5 |       | 30    | 9è      | 0         |
| 1971 | 250cc     | Yamaha    | AUT 4 | GER 5 | IOM - | NED - | BEL - | DDR - | CZE - | SWE - | FIN - | ULS -  | NAT - | ESP - |       | 14    | 14è     | 0         |
| 1972 | 50cc      | Kreidler  | GER - |       |       | NAT - |       | YUG - | NED - | BEL - | DDR - |        | SWE - |       | ESP 3 | 10    | 12è     | 0         |
| 1972 | 125cc     | Yamaha    | GER 5 | FRA - | AUT 3 | NAT - | IOM - | YUG 1 | NED - | BEL 3 | DDR 3 | CZE 3  | SWE 2 | FIN 1 | ESP 1 | 87    | 2n      | 3         |
| 1972 | 250cc     | Yamaha    | GER - | FRA - | AUT - | NAT - | IOM - | YUG 3 | NED - | BEL 7 | DDR 5 | CZE 10 | SWE 4 | FIN 3 | ESP - | 39    | 7è      | 0         |
| 1973 | 125cc     | Yamaha    | FRA 1 | AUT 1 | GER 1 | NAT 1 | IOM - | YUG 1 | NED - | BEL - | CZE - | SWE 2  | FIN 2 | ESP - |       | 99    | 1r      | 5         |
| 1973 | 350cc     | Yamaha    | FRA 5 | AUT 7 | GER - | NAT 3 | IOM - | YUG 4 | NED 6 |       | CZE - | SWE -  | FIN 6 | ESP - |       | 38    | 6è      | 0         |
| 1974 | 125cc     | Yamaha    | FRA 1 | GER - | AUT 1 | NAT 2 |       | NED 3 | BEL 2 | SWE 1 |       | CZE 1  | YUG 1 | ESP 4 |       | 87    | 1r      | 5         |
| 1974 | 250cc     | Yamaha    |       | GER - |       | NAT 5 | IOM - | NED - | BEL - | SWE - | FIN 4 | CZE 6  | YUG - | ESP - |       | 34    | 8è      | 0         |
| 1975 | 125cc     | Yamaha    | FRA 1 | ESP 2 | AUT 4 | GER 3 | NAT - | NED - | BEL 3 | SWE 4 | CZE 2 | YUG 4  |       |       |       | 67    | 3r      | 1         |